# 十和田市立南小学校
十和田市立南小学校（とわだしりつ みなみしょうがっこう）は、青森県十和田市西十五番町にある公立小学校。

## 概要
- 本校は、雪印乳業三本木工場の一本木地区への進出や吾郷地区への開拓者の移住、更に切田通り等の市街地の南西部への発展により、児童数が増加し、三本木小学校が教室不足などで、既存施設では対応できなくなった為、開校した小学校である[1]。

## 沿革
- 1958年（昭和33年）12月29日 - 三本木小学校南分教室（現:南小学校）の校舎第一期工事完了。
- 1959年（昭和34年）
  - 1月20日 - 三本木小学校南分教室開校。開校式挙行。
  - 4月1日 - 第三小学校と改称。
  - 5月26日 - 南小学校と改称。
  - 12月25日 - 校舎第二期工事完了。
- 1960年（昭和35年）
  - 12月14日 - 第三期工事完了（体育館）。
  - 12月15日 - 校旗樹立、校歌制定。
- 2001年（平成13年）3月 - 防音校舎第一期工事完了。
- 2002年（平成14年）3月 - 防音校舎第二期工事完了。
- 2003年（平成15年）10月 - 防音校舎第三期工事完了。
- 2005年（平成17年）9月 - 講堂防音改築工事完了。
- 2022年（令和4年）4月1日 - 下切田小学校を統合。

## 学区
- 穂並町・東五番町・東六番町・西四番町・西五番町・西六番町・西十三番町（38番～63番）・西十四番町・西十五番町・西二十三番町（11番～17番・22番～24番・28番・29番・35番・36番・41番・43番・47番・48番・50番・54番）・大字三本木（字並木西・字西小稲）・大字相坂字白上の一部。
- 2022年4月からは、下切田小学校の学区（大字切田、大字相坂字向切田、大字藤島字古渕川原）も含まれる。

## 周辺
- 南小学校仲よし会館 - 本校敷地内
- 鈴木内科医院
- 学校法人さつき学園さつき幼稚園 - 進学前幼稚園のひとつ
- 青森県立三本木高等学校・附属中学校
- 青森県道45号十和田三戸線

## アクセス
- 十和田観光電鉄バス「三高通り」停留所下車後、徒歩約720m・約11分。

## 著名な関係者
- 熊谷浩二（プロサッカー選手、鹿島アントラーズ）

## 参考資料
- 『青森県教育史 別巻』（青森県教育委員会・1973年12月20日発行）「学校沿革 小学校」736頁「（十和田）南小学校」（昭和時代まで）